# Divisões administrativas em 1899
Nesta página encontrará referências aos acontecimentos directamente relacionados com a regiões administrativas ocorridos durante o ano de 1899.

## Eventos
- Portugal: Criação do município de Espinho.
- 1 de maio - Luís Galvez proclama a independência do Acre, (Brasil).
- 26 de agosto - Fundação do município de Campo Grande, (Brasil).

## Mortes
| Data | Nome | Profissão | Nacionalidade | Observações | Ref |
| ---- | ---- | --------- | ------------- | ----------- | --- |